# Uperoleia lithomoda
Uperoleia lithomoda (tên tiếng Anh: Stonemason's Toadlet) là một loài ếch thuộc họ Myobatrachidae.
Loài này có ở Úc, Papua New Guinea, và có thể cả Indonesia.
Môi trường sống tự nhiên của chúng là xavan khô, xavan ẩm, đồng cỏ khô nhiệt đới hoặc cận nhiệt đới vùng đất thấp, đồng cỏ nhiệt đới hoặc cận nhiệt đới vùng ngập nước hoặc lụt theo mùa, sông có nước theo mùa, hồ nước ngọt có nước theo mùa, và đầm nước ngọt có nước theo mùa.

## Hình ảnh

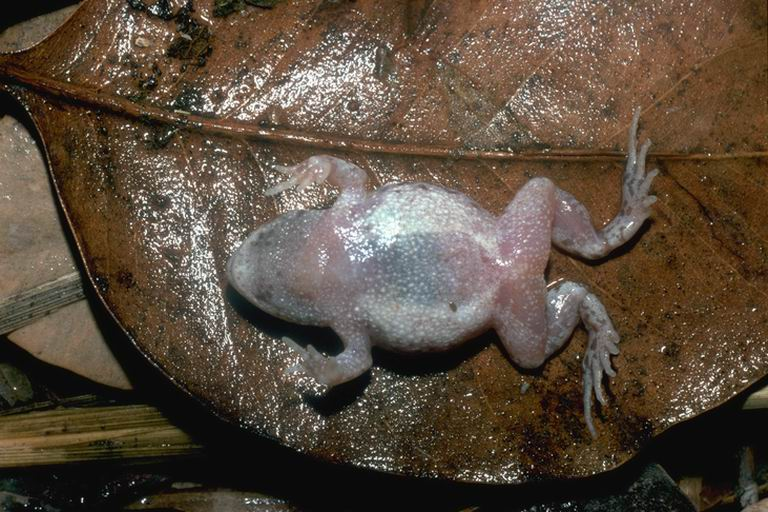
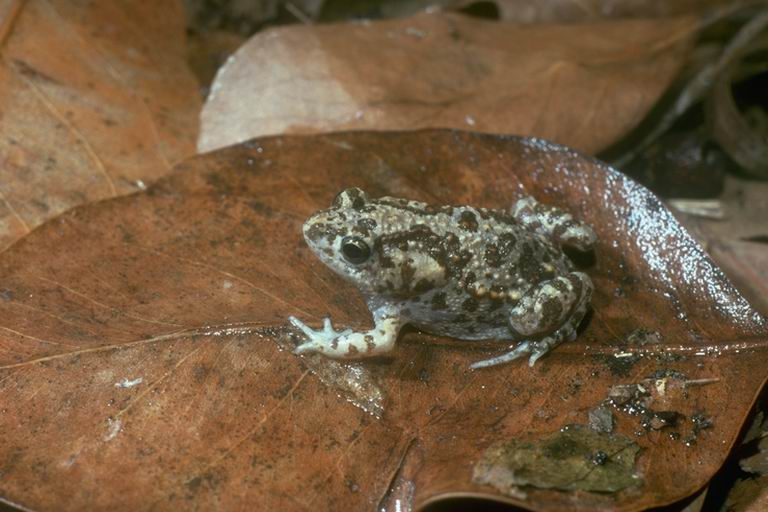